# Пущинська радіоастрономічна обсерваторія
Пущинська радіоастрономічна обсерваторія (рос. Пущинская радиоастрономическая обсерватория) - найстаріша радіоастрономічна установа Росії. Заснована 11 квітня 1956 року Розпорядженням Ради Міністрів СРСР як Радіоастрономічна станція ФІАН на базі експедицій, що постійно діяли з 1948 року в Криму. У 1990 році вона увійшла до складу Астрокосмічного центру ФІАН, а в 1996 була перейменована на обсерваторію і отримала сучасну назву.

## Основні радіотелескопи
В обсерваторії функціонують кілька телескопів:

### РТ-22

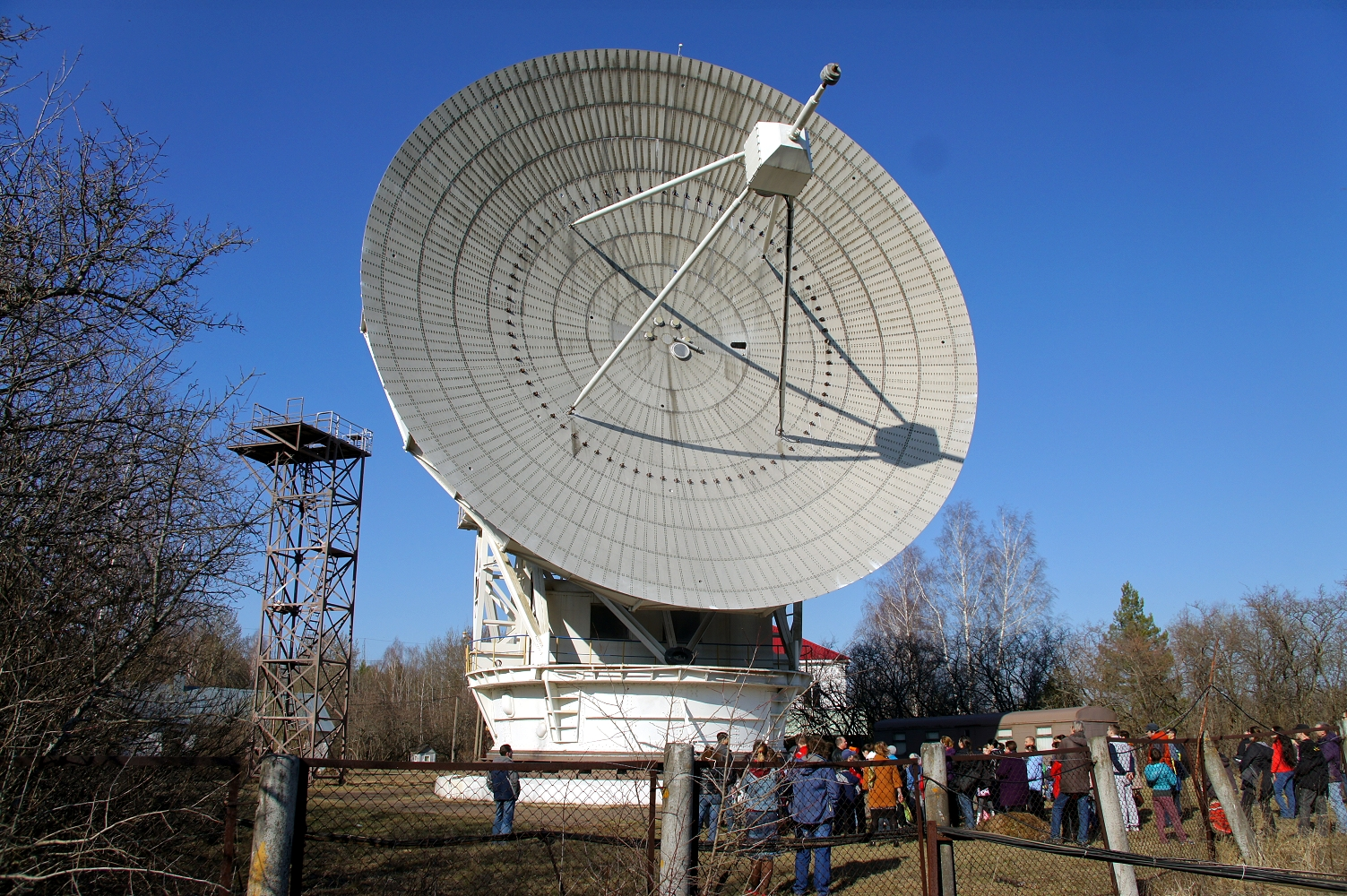
РТ-22

РТ-22 - Радіотелескоп з тарілкою 22-метровий.
Найстаріший телескоп в обсерваторії та один із найстаріших у Росії. Створювався з 1951 по 1959 роки з ініціативи Віктора Віткевича. Науковим керівником робіт був Олександр Саломонович, головним конструктором - Павло Калачов.

### ДКР-1000

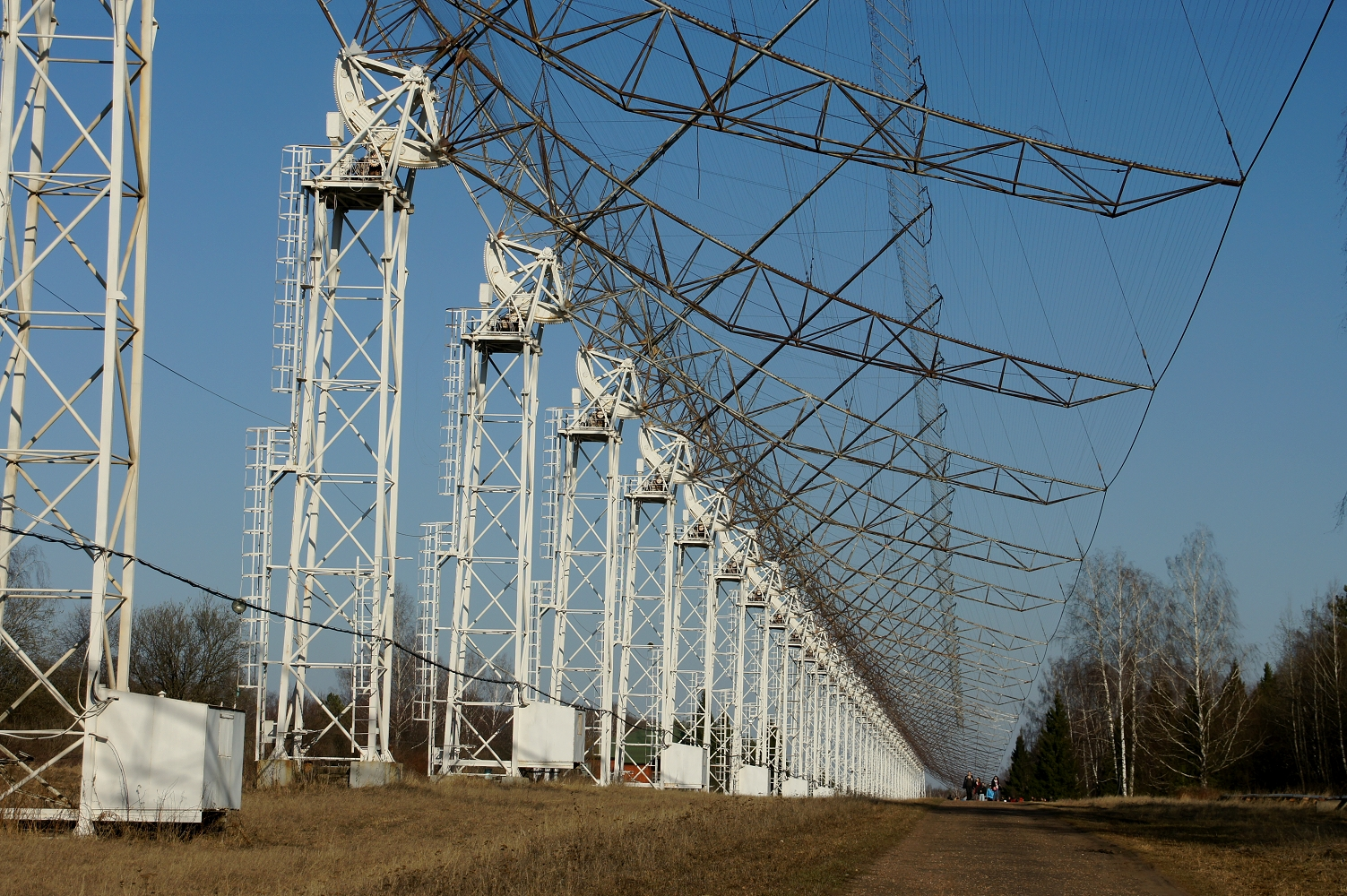
ДКР-1000

ДКР-1000 - Діапазонний Хрестоподібний Радіотелескоп 1000-метровий (рос. Диапазонный Крестообразный Радиотелескоп).
Радіотелескоп меридіанного типу із незаповненою апертурою, що складався з двох антен Північ-Південь та Схід-Захід, розташованих у формі хреста. Антена Північ-Південь була зруйнована наприкінці 1990-х років шукачами кольорових металів і відтоді не відновлювалась.

### БСА

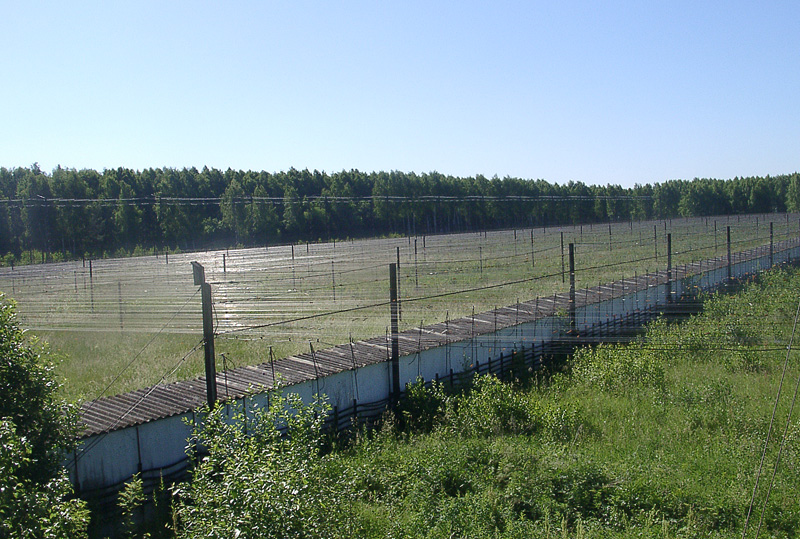
БСА

БСА - Велика скануюча антена (рос. Большая сканирующая антенна).
Цей радіотелескоп меридіанного типу є плоскою еквідистантною решіткою з 16384 хвильових диполів розміром 187 м у напрямку схід-захід та 384 м у напрямку північ-південь. Спочатку робоча частота була 101-104 МГц, але після того, як цей діапазон був відданий для радіомовлення, довелося переробити телескоп для роботи на частоті 109-113 МГц.

## Фоторепортажі
- Виктор Борисов (25 грудня 2009). Пущинская радиоастрономическая обсерватория. ЖЖ. Процитовано 25 лютого 2017.
- Folko (22 квітня 2010). (Пущинская Радиоастрономическая обсерватория) ПРАО. Часть 2. Радиотелескоп РТ-22. SpacePhys.ru. Процитовано 25 лютого 2017.
- Иван Второв (20 серпня 2012). День открытых дверей 2: в Пущино и у Персея. ЖЖ. Процитовано 25 лютого 2017.